# Montichiari
Montichiari (lombardul: Munticiàr) település Olaszországban, Lombardia régióban, Brescia megyében. Lakosainak száma 26 116 fő (2023. január 1.). Montichiari Calvisano, Castenedolo, Ghedi, Calcinato, Carpenedolo és Castiglione delle Stiviere községekkel határos.

## Népesség
A település lakossága az elmúlt években az alábbi módon változott:
| Lakosok száma | 25 449 | 25 714 | 26 116 |
|               | 2017   | 2018   | 2023   |

## Nevezetességek
- Rosa Mistica szentély

## Testvérvárosok
- Gambettola, Olaszország
- Pescara, Olaszország